# أوتو دريشر
أوتو دريشر هو عسكري تشيكي، ولد في 5 أكتوبر 1895 في Mikuleč ‏ في التشيك، وتوفي في 13 أغسطس 1944 في كلايبيدا في ليتوانيا.